# Козловский, Кацпер (футболист)
Ка́цпер Ши́мон Козло́вский (пол. Kacper Szymon Kozłowski; род. 16 октября 2003, Кошалин, Западно-Поморское воеводство) — польский футболист,  полузащитник турецкого клуба «Газиантеп» и сборной Польши.

## Клубная карьера
Уроженец Кошалина, Кацпер начал футбольную карьеру в местной команде «Балтык». В 2016 году стал игроком клуба «Погонь» из Щецина. 19 мая 2019 года дебютировал в основном составе «Погони» в матче против «Краковии» из Кракова.
В январе 2020 года пострадал в автомобильной аварии, получив перелом трёх поясничных позвонков, после чего находился на реабилитации в течение полугода; в июне 2020 года вернулся к тренировкам.
5 января 2022 года стало известно о соглашении по трансферу Кацпера в английский клуб «Брайтон энд Хоув Альбион». Остаток сезона 2021/22 Козловский провёл в бельгийском клубе «Юнион».
В августе 2022 года был отдан в аренду на сезон в клуб «Витесс».
19 июля 2024 года перешёл в турецкий «Газиантеп», подписав трёхлетний контракт.

## Карьера в сборной
Выступал за юношеские сборные Польши до 15, до 17, до 19 лет и до 21 года.
17 мая 2021 года был включен в официальную заявку сборной Польши главным тренером Паулу Соузой для участия в матчах чемпионата Европы 2020 года. 28 мая 2021 года 17-летний Кацпер дебютировал за главную сборную Польши в матче против сборной Андорры. 19 июня 2021 года вышел на замену в матче группового этапа чемпионата Европы против сборной Испании в возрасте 17 лет и 246 дней, став самым молодым игроком в истории чемпионатов Европы.